# Patton (film)
 For alternative betydninger, se Patton. (Se også artikler, som begynder med Patton)
Patton er en biografisk krigsfilm fra 1970 om den amerikanske pansergeneral George S. Patton under 2. Verdenskrig. Hovedrollerne spilles af George C. Scott, Karl Malden, Michael Bates og Karl Michael Vogler. Filmen blev instrueret af Franklin J. Schaffner ud fra et manuskript af Francis Ford Coppola og Edmund H. North, som byggede deres manuskript på biografien Patton: Ordeal and Triumph af Ladislas Farago og Omar N. Bradleys erindringer A Soldier's Story. Filmen blev optaget på 65mm Dimension 150 af fotografen Fred J. Koenekamp og musikken blev komponeret af Jerry Goldsmith.
Patton vandt syv Oscars herunder årets Oscar for bedste film. 
Filmens indledende monolog, som Scott afleverer med et stort amerikansk flag bag sig er stadig et ikonisk og ofte citeret billede på film. Trods de stigende protester mod Vietnamkrigen og en svindende interesse for film om 2. Verdenskrig blev filmen en succes og en amerikansk klassiker.
I 2003 blev Patton udvalgt til at blive gemt i De forenede Staters Nationale Filmregister af Kongressen da den blev anset for "kulturelt, historisk og æstetisk betydningsfuld".

## Handling
Filmen beskriver historien om general George S. Patton (George C. Scott) under 2. Verdenskrig. Den indledes med, at han overtager kommandoen over en demoraliseret amerikansk styrke i Nordafrika efter Slaget ved Kasserine passet og fører dem til sejr i slaget ved El Guettar. Derefter deltager han i invasionen af Sicilien og har et væddeløb med den lige så selvoptagne britiske general Bernard Law Montgomery om at erobre den Sicilianske havneby Messina. Patton vises som en, der tror på reinkarnation, samtidig med at han er en troende kristen. På et tidspunkt i filmen, under felttoget i Nordafrika, tager Patton sin stab på en eventet omvej til slagmarken for det antikke slag ved Zama. Der mindes han slaget og insisterer overfor Omar Bradley på, at han deltog i det.
Efter at være kommet før Montgomery til Messina bliver Patton frataget kommandoen for at have slået en soldat med granatchok på et felthospital. Denne episode – og hans tendens til at sige sin mening til pressen – bringer ham i vanskeligheder, og han bliver kørt ud på et sidespor under slaget om Normandiet, idet han får kommandoen over den fiktive First United States Army Group i det sydøstlige England. Senere beder han indtrængende sin tidligere underordnede general Omar Bradley (Karl Malden) om en kommando inden krigen ender. Han får overdraget den 3. amerikanske armé og udmærker sig ved hurtigt at trænge gennem Frankrig og senere ved at undsætte det vigtige vejknudepunkt Bastogne under Ardenneroffensiven. Senere smadrer Patton gennem den tyske "Vestvolden" og trænger ind i selve Tyskland.
Lige inden den Vestallierede invasion bemærker Patton i en tale i England, at Amerika og Storbritannien vil dominere verden efter krigen, hvilket pressen anser for fornærmende overfor Sovjetunionen. Efter at Tyskland har kapituleret fornærmer han en sovjetisk officer ved en sammenkomst. Heldigvis fornærmer russeren straks efter Patton, hvilket fører til gensidig respekt og afspænding af situationen. Senere sammenligner Patton tilfældigt de besejrede nazister med amerikanske Republikanere og Demokrater, hvilket koster ham hans stilling.

## Rollebesætning
- George C. Scott som general George S. Patton. Rod Steiger blev tilbudt rollen, men afslog med den begrundelse at han ikke ville forherlige krig. Efter at have set den færdige film sagde han, at det var den største fejl, han havde begået i sin karriere at afslå rollen.
- Karl Malden som general Omar Bradley
- Stephen Young som kaptajn Chester B. Hansen
- Michael Strong som brigadegeneral Hobart Carver
- Michael Bates som general Bernard Law Montgomery
- Frank Latimore som oberstløjtnant Henry Davenport
- Morgan Paull som kaptajn Richard N. Jenson
- Karl Michael Vogler som feltmarskal Erwin Rommel
- Siegfried Rauch som kaptajn Steiger
- Richard Münch som generaloberst Alfred Jodl
- John Doucette som generalmajor Lucian Truscott
- Paul Stevens som oberst Charles R. Codman
- Ed Binns som generalmajor Walter Bedell Smith
- Jack Gwillim som general Harold Alexander

## Produktion

### Indvendinger fra Pattonfamilien
Der havde været adskillige forsøg på at lave filmen siden 1953. Pattonfamilien blev kontaktet af producenterne, som gerne ville have adgang til Pattons dagbøger og tale med familien. Ved et tilfælde kontaktede de familien dagen efter begravelsen af Pattons enke. Herefter var familien besluttet på ikke at give filmfolkene nogen form for hjælp. 
Af denne årsag skrev Francis Ford Coppola og Edmund H. North filmmanuskriptet på baggrund af to biografier: Patton: Ordeal and Triumph af Ladislas Farago og A Soldier's Story af Omar Bradley. I 2005 blev Pattons enkes "Button Box" manuskript endelig frigivet af familien med den posthume udgivelse af Ruth Ellen Patton Tottens bog The Button Box: A Daughter's Loving Memoir of Mrs. George S. Patton.

### Indledningsscenen
Filmen Patton begynder med Scotts fortolkning af Pattons berømte militære "Pep Talk" til soldater fra den 3. Arme foran et enormt amerikansk flag. Filmens forfattere måtte nedtone Pattons faktiske ordvalg og udtalelser filmen igennem for at undgå at den blev forbudt for børn. I den indledende monolog brugtes ordet "fornicating" i stedet for "fucking" i kritikken af avisen Saturday Evening Post. Scotts dybe stemme er også omtrent modsat Pattons, som var høj og temmelig nasal. 
Da Scott opdagede, at talen skulle indlede filmen, afslog han at gennemføre scenen, da han mente, at den ville overskygge resten af hans præstation. Instruktøren Franklin J. Schaffner løj og forsikrede ham om, at den ville blive vist til sidst. Scenen blev filmet i en kælder. 
Alle de medaljer og dekorationer, som vises på Pattons uniform under monologen er autentiske kopier af de som rent faktisk blev tildelt Patton. Patton bar dem kun alle sammen ved en enkelt lejlighed, i sin baghave i Virginia på opfordring fra sin kone, som ville have et billede af ham med alle hans medaljer. Producenterne benyttede en kopi af dette billede til at skabe det rette look til åbningsscenen. Pistolerne med ibenholdtskæfte, som Scott bærer i denne scene, er rent faktisk Pattons, og blev lånt fra Patton museet. 
Den karakteristiske åbningsscene er blevet parodieret i en række film, politiske tegnefilm og fjernsynsshows. I South Park: Bigger, Longer & Uncut holder Sheila Broflovski en tale til amerikanske tropper ved et USO show hvor hun ivrer for en krig med Canada foran et amerikansk flag. I Small Soldiers står figuren Major Chip Hazard foran et puslespil af det amerikanske flag og gentager linjer fra Pattons tale sammen med andre militære replikker så det hele bliver til nonsens. I Jackass 2.5 er Johnny Knoxville og resten afJackass udklædt i militærtøj og leverer introduktionen til filmen foran et stort amerikansk slag. I slutningen af filmen holder Johnny en inspirerende tale om begivenhederene i filmen på samme måde (inden en fest går i gang). Harvey Korman, som spiller Patton, parodierer talen i en episode af The Carol Burnett Show. I den oprindelige "sørgelige" slutning af musicalen fra 1986 Little Shop of Horrors forudsiger korpigerne Crystal, Ronette og Chiffon Amerikas endeligt foran en glitrende udgave af Pattons baggrundsflag. Denne baggrund blev også brugt i filmen fra 1985 Follow that Bird.

### Optagelsessteder
Hele filmen blev optaget i Spanien, bortset fra en scene, der blev optaget i Marokko, nemlig den berømte scene, hvor Patton kører hen til en gammel ruinby og taler om kartagenienserne som kæmper mod romerne, og dermed antyder at stedet han var ved var ruinerne af Karthago, men rent faktisk blev scenen optaget i den antikke romerske by Volubilis, som er optaget på UNESCO's verdensarvsliste. Scenerne i Afrika og Sicilien blev optaget i det sydlige Spanien, mens vinterscenerne i Belgien blev optaget nær Madrid (hvortil produktionsfolkene hastede, da de fik at vide, at det havde sneet). I en scene sælger en tilsyneladende arabisk kvinde "pollos y gallinas" (høns og kyllinger) på spansk.

### Anakronistiske genstande
Patton brugte meget få rigtige kampvogne fra 2. Verdenskrig, bortset fra i gamle ugerevyer. Filmens kampvogne blev leveret af den spanske hær, som hjalp til ved indspilningen. De omfattede M41 Walker Bulldog, M46 Patton og M47 Patton kampvogne på den amerikanske side. M24 Chaffee kampvogne på den britiske og M48 Patton kampvogne for tyskerne. Heraf var det kun Chaffee, der havde været indsat i 2. Verdenskrig, om end ikke på britisk side. I virkeligheden rådede Patton over en blanding af M4 Shermans, M-5 Stuarts, og til allersidst i krigen M26 Pershings. Da filmen blev optaget var de eneste forsvar, som stadig brugte Sherman kampvogne det israelske, i stærkt modificerede udgaver, det jugoslaviske og adskillige latinamerikanske.
Spanske CASA 2.111 fly blev også anvendt i adskillige scener. De var stærkt modificerede udgaver af det tyske Heinkel He 111, som blev brugt i vid udstrækning af Luftwaffe under 2. Verdenskrig. 
Hertil kommer Jeeps fra 1950'erne og M35 lastbiler fra 1960'erne, som blev brugt som lastbiler for både amerikanere og tyskere. 
Et kort over Europa, der vises i baggrunden i en scene viser grænserne efter krigen. 
I en scene ser man Patton ankomme til London om natten i en sort Packard Custom Eight. Den anvendte model var en efterkrigsmodel, som blev introduceret den 25. juli 1947.

## Upræcise ting
Patton holdt aldrig "Talen" som en firestjernet generel, da han først blev forfremmet til denne rang den 14. april 1945, længe efter at han kunne have holdt en før-kamp tale. 
Mens det tjente til at belyse spændingen mellem Patton og Montgomery var der ikke noget kapløb om at nå Messina. Montgomery foreslog rent faktisk den 24. juli at Patton skulle erobre Messina, da han var i en bedre position til at gøre det. 
I en scene ser man George Patton iføre sig gradstegn som generalløjtnant inden denne rang blev bekræftet af den amerikanske Kongres. Pattons tjenestefil antyder at han først omtalte sig selv om generalløjtnant efter at have underskrevet den officielle udnævnelse fra Krigsministeriet.
Det taktisk uafgjorte slaget ved El Guettar vises som en komplet amerikansk sejr. 
I filmen har Patton et temmelig anspændt møde med Arthur Coningham. Kort efter bliver Pattons unge hjælper Dick Jenson dræbt i slaget ved El Guettar. I virkeligheden blev Jenson dræbt kort efter El Guettar og mødet med Coningham kom senere igen.
I en scene citerer Patton fejlagtigt Frederik den Store for at sige: "L'audace, l'audace, toujours l'audace!" ("Vovemod, vovemod – altid vovemod!") Det stammer rent faktisk fra Georges Danton.
Filmen giver indtryk af, at Patton og general Omar Bradley var fine venner. Rent faktisk syntes de to mænd aldrig særlig godt om hinanden. 
Filmen viser et møde med generaler i Verdun for at håndtere det tyske fremstød i Ardenneroffensiven. I filmen er det general Walter Bedell Smith, som leder mødet. I virkeligheden var det Eisenhower. 
Monsignor James H. O'Neill protesterede over, at han var blevet fremstillet for mild.
De på tysk side anvendte kampvogne var ikke autentiske tyske kampvogne.

## Filmens modtagelse
Den populære filmkritiker James Berardinelli har kaldt Patton sin absolutte favoritfilm. Ifølge Woodward og Bernstein's bog The Final Days, var det også Richard Nixons favorit film. Han lod den fremføre adskillige gange i Det Hvide Hus og under en tur med præsidentens skib. Inden Nixon i 1972 besøgte Kina så den kinesiske premierminister Zhou Enlai netop denne film som forberedelse for sit møde med Nixon. 

## Priser og hæder
Scott fik en Oscar for bedste mandlige hovedrolle i 1971. Han afslog at modtage den -- den første, men ikke den sidste skuespiller der gjorde det. 
Filmen vandt yderligere seks Oscars, for Bedste scenografi (Urie McCleary, Gil Parrondo, Antonio Mateos, Pierre-Louis Thévenet), Bedste instruktør, Bedste klipning, Bedste film, Bedste lyd og Bedste originale manuskript. Den var nomineret til Bedste fotografering, Bedste visuelle effekter and Bedste musik.
I 2006 valgte Writers Guild Francis Ford Coppola og Edmund North manuskript som det 94. bedste manuskript gennem tiderne. 
"Bedste film" Oscaren kan ses på George C. Marshall Museum på Virginia Military Institute, takket være producenten Frank McCarthy.
Amerikanske filminstituts anerkendelse
- AFI's 100 år ... 100 film: Nr. 89
- AFI's 100 år ... 100 helte og skurke:
  - George S. Patton, Helt nr. 29

## Efterfølger
En TV efterølger, The Last Days of Patton, blev filmet i 1986. Scott gentog sin titelrolle. Filmen var baseret på Pattons sidste uger efter at være blevet kvæstet ved et biluheld med tilbagekig på Pattons liv.

## Eksterne kilder
- Opening Speech from the Movie in Text, Audio and Video from AmericanRhetoric.com
- Patton: Ordeal and Triumph by Ladislas Farago Arkiveret 8. september 2006 hos  Wayback Machine
- The Patton Society Homepage (Life of the General)
- The history of the famous Patton speech
- The real Patton speech

| Priser                      | Priser                     | Priser                               |
| --------------------------- | -------------------------- | ------------------------------------ |
| Foregående: Midnight Cowboy | Oscar for bedste film 1970 | Efterfølgende: The French Connection |

## Eksterne Henvisninger
- Patton på Internet Movie Database (engelsk)
- Patton på Filmdatabasen
- Patton på Scope
- Patton i Svensk Filmdatabas (svensk)
- Patton på AlloCiné (fransk)
- Patton på MovieMeter (nederlandsk)
- Patton på AllMovie (engelsk)
- Patton hos American Film Institute (engelsk)
- Pattons profil hos Encyclopædia Britannica Online (engelsk)
- Patton på Turner Classic Movies (engelsk)